# AbiWord
AbiWord is een vrij tekstverwerkingsprogramma uitgebracht onder de voorwaarden van de GPL. Het is onderdeel van het nog in ontwikkeling zijnde kantoorsoftwarepakket AbiSuite. Het programma draait onder Linux, OS X, Microsoft Windows en ook enkele andere besturingssystemen.

## Historie
Het AbiWord-project werd gestart door SourceGear Corporation als eerste onderdeel van AbiSuite, een ambitieus plan om een volledig opensource-kantoorsoftwarepakket te maken. SourceGear richtte de aandacht geleidelijk op andere zaken en nu wordt het project volledig onderhouden door een groep van vrijwillige softwareontwikkelaars.

## Versies
Versie 1.0 van AbiWord werd uitgegeven op 18 april 2002 en werd goed onthaald vanwege de snelheid en kleine omvang van de software. Versie 1.0 had nog geen ondersteuning voor de lay-out van tabellen, wat veel gebruikers als een gemis ervoeren. Ondersteuning voor tabellen werd toegevoegd in versie 2.0, uitgeven op 15 september 2003.

## Bestandsindeling
AbiWord heeft verschillende filters voor invoer en uitvoer, onder andere voor RTF, HTML, OpenDocument, DOCX en LaTeX. De standaardbestandsindeling van AbiWord gebruikt XML. Deze voor AbiWord specifieke indeling heeft de bestandsextensie .abw. Documenten geschreven in deze indeling kunnen bewaard en gearchiveerd worden, zodat ze later nog leesbaar zijn.

## Omgeving
De omgeving van AbiWord lijkt sterk op die van Microsoft Word 2003 en lager, waardoor gebruikers van deze versies gemakkelijk kunnen overstappen. Er zijn wel degelijk verschillen tussen de twee programma's, maar de ontwikkelaars van AbiWord proberen de omgeving van Word zo veel mogelijk na te bootsen, of toevoegingen te maken om een betere omgeving te creëren.
De naam AbiWord is afgeleid van het woord "abierto", dat "open" betekent. De Engelse uitspraak van het woord lijkt sterk op de uitspraak van "abbey word".
AbiWord bevat een plug-in om de betekenis van een geselecteerd woord in Wikipedia op te zoeken.

## Versiegeschiedenis
| Versie        | Opmerking | Verschijningsdatum |
| ------------- | --------- | ------------------ |
| AbiWord 0.7   | Beta      | 19 mei 1999        |
| AbiWord 0.9   | Beta      | 31 juli 2001       |
| AbiWord 1.0   | versie 1  | 18 april 2002      |
| AbiWord 1.1   | -         |                    |
| AbiWord 2.0   | versie 2  | 15 september 2003  |
| AbiWord 2.2   | -         | 3 december 2004    |
| AbiWord 2.4   | -         | 30 september 2005  |
| AbiWord 2.4.2 | -         | 2 januari 2006     |
| AbiWord 2.4.5 | -         | 1 juli 2006        |
| AbiWord 2.4.6 | -         | 5 november 2006    |
| AbiWord 2.6   | -         | 24 maart 2008      |
| AbiWord 2.8   | -         | 27 oktober 2009    |
| AbiWord 2.8.1 | -         | 29 oktober 2009    |
| AbiWord 2.8.2 | -         | 12 februari 2010   |
| AbiWord 2.8.3 | -         | 3 april 2010       |
| AbiWord 2.8.4 | -         | 15 april 2010      |
| AbiWord 2.8.5 | -         | 30 mei 2010        |
| AbiWord 2.8.6 | -         | 13 juni 2010       |
| AbiWord 2.9.0 | -         | 25 februari 2011   |
| AbiWord 2.9.1 | -         | 7 juli 2011        |
| AbiWord 2.9.2 | -         | 24 mei 2012        |
| AbiWord 2.9.3 | -         | 13 juni 2012       |
| AbiWord 2.9.4 | -         | 25 november 2012   |
| AbiWord 3.0.0 | -         | 13 oktober 2013    |
| AbiWord 3.0.1 | -         | 23 december 2014   |
| AbiWord 3.0.2 | -         | 20 oktober 2016    |
| AbiWord 3.0.3 | -         | 25 november 2019   |
| AbiWord 3.0.4 | -         | 27 november 2019   |
| AbiWord 3.0.5 | -         | 3 juli 2021        |